# Тании, Такаюки
Такаюки Тании (яп. 谷井 孝行, род. 14 февраля 1983, Намэрикава, Тояма) — японский легкоатлет-ходок, бронзовый призёр чемпионат мира 2015 года в ходьбе на 50 км, чемпион летних Азиатских игр 2014 года.

## Спортивная биография
Своего главного успеха на молодёжном уровне Тании добился в 1999 году, когда, показав время 42:40,86, стал бронзовым призёром первого чемпионата мира среди юношей на дистанции 10 000 метров. В 2003 году Тании был близок к завоеванию медали на летней Универсиаде, но к финишу 20-километровой дистанции Тамаюки пришёл только 6-м.
В 2004 году Тании дебютировал на летних Олимпийских играх в Афинах. Молодой японец выступил в двух дисциплинах. В ходьбе на 20 километров молодой японец занял итоговое 15-е место, отстав от победителя итальянца Ивано Бруньетти почти на 4 минуты. На 50-километровой дистанции Тании не смог дойти до финиша, будучи дисквалифицированным за три предупреждения. На чемпионате мира 2005 года в Хельсинки Тании, показав результат 1:24,17, занял 23-е место. Спустя два года на домашнем мировом первенстве в японской Осаке Тамаюки вновь не смог попасть даже в двадцатку сильнейших, придя к финишу 21-м.
На летних Олимпийских играх 2008 года в Пекине Тании вновь, как и 4 года назад, выступил в обеих дисциплинах олимпийской программы. На 20-километровой дистанции Тамаюки стал лишь одним из двух спортсменов, которые были дисквалифицированы по ходу гонки. В ходьбе на 50 километров Тании по ходу дистанции довольно сильно отстал от лидирующей группы и к финишу он пришёл лишь 29-м. После Игр в Пекине Тании принял решение сосредоточить свои силы на выступлениях на 50-километровой дистанции. На чемпионате мира 2009 года в Берлине Тамаюки не смог завершить дистанцию, получив по ходу гонки дисквалификацию. На чемпионате мира 2011 года в южнокорейском Тэгу Тании, несмотря на большое отставание от победителя россиянина Сергея Бакулина, занял высокое 9-е место на 50-километровой дистанции.
На летних Олимпийских играх 2012 года в Лондоне Тании стартовал только на 50-километровой дистанции. По ходу дистанции Тамаюки долгое время держался в лидирующей группе, а на отметке в 30 километров японец поднялся на 10-е место, но после 35-го километра Тании, который во время ходьбы хватался за сердце, вынужден был досрочно завершить выступления. На чемпионате мира 2013 года в Москве Тании повторил результат двухлетней давности, вновь став 9-м в ходьбе на 50 километров.
Свой лучший результат на 50-километровой дистанции Тании показал в 2014 году, когда на летних Азиатских играх пришёл к финишу спустя 3:40:19 после начала гонки, что позволило ему завоевать золотую медаль. На чемпионате мира 2015 года в Пекине Тании практически всю дистанцию шёл в лидирующей группе, которая вела борьбу за второе место, поскольку словак Матей Тот уже на первых километрах ушёл в отрыв, который сохранился до самого финиша. К 45-му километру от этой группы смог оторваться ещё и австралиец Джаред Таллент. Заключительные 5 километров Тании смог пройти быстрее всех своих конкурентов и к финишу Тамюки пришёл третьим со значительным отрывом от своих соперников.